# Erich Krause (Widerstandskämpfer)
Erich Krause (* 18. Februar 1905 in Hagen; † 10. Juli 1944 in Brandenburg-Görden) war ein deutscher Kommunist und Widerstandskämpfer gegen den Nationalsozialismus.

## Leben
Krause schloss sich – trotz Widerspruchs im Elternhaus – der KPD an. 1926 verließ er seine Heimatstadt und übersiedelte nach Berlin. In der Hauptstadt arbeitete er in verschiedenen Betrieben als Dreher und war für kommunistische Betriebszellen tätig.
Nach der „Machtergreifung“ der Nationalsozialisten schloss sich Krause dem Widerstand an. Er sammelte Geld, um politische Gefangene zu unterstützen und verteilte Flugblätter. 1936 fand er Arbeit bei Daimler-Benz in Berlin-Marienfelde. Dort nahm er auch an der illegalen Tätigkeit einer Betriebsgruppe teil. Während des Zweiten Weltkriegs vereinte die Gruppe bei Daimler-Benz ihre Anstrengungen mit denen der NS-Gegner im Genshagener Zweigwerk von Daimler-Benz, in den Schwartzkopff-Werken in Wildau und mit dem Kampfbund um Erich Prenzlau, einer kommunistischen Gruppe in Niederlehme bei Königs Wusterhausen. Unter der Leitung der Kommunisten Erich Prenzlau und Wilhelm Jakob gewannen sie unter anderem Sozialdemokraten und Angehörige der Wehrmacht für den Kampf um die schnellere Beendigung des Krieges. Die Gruppe der NS-Gegner, der mehr als hundert Menschen verschiedener Weltanschauung angehörten, gab eine Reihe von Flugblättern und eine eigene Zeitung, Die Rote Fahne, heraus. Sie störte die Kriegsproduktion in den Rüstungsbetrieben Daimler-Benz und Schwartzkopff. Im Mai 1943 wurden Krause und viele weitere Gruppenmitglieder verhaftet. Im März 1944 wurden zwanzig Arbeiter zum Tode verurteilt. Krause wurde im Zuchthaus Brandenburg unter dem Fallbeil hingerichtet.

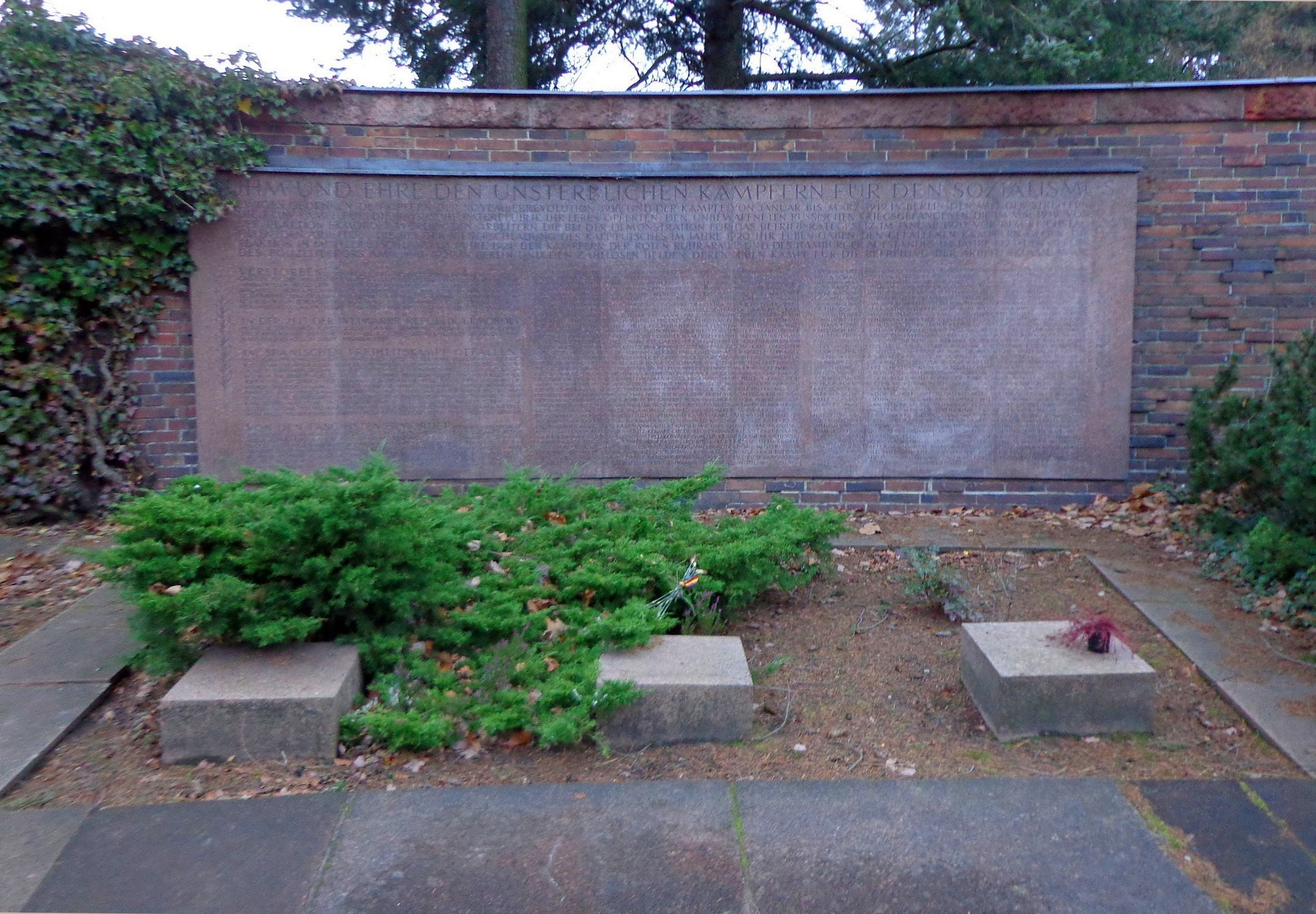
Gedenkstätte der Sozialisten, Porphyr-Gedenktafel an der Ringmauer mit Urnensammelgrab

Nach der Hinrichtung wurde sein Leichnam im Krematorium Brandenburg verbrannt. Im Jahr 1946 wurden zahlreiche Urnen mit der Asche von in der Zeit des Nationalsozialismus hingerichteten Widerstandskämpfern aus den damaligen Berliner Bezirken Lichtenberg, Kreuzberg und Prenzlauer Berg auf den Zentralfriedhof Friedrichsfelde überführt, von denen besonders viele im Zuchthaus Brandenburg-Görden enthauptet worden waren. Ihre sterblichen Überreste fanden schließlich in der 1951 eingeweihten Gedenkstätte der Sozialisten  (Urnensammelgrab bei der großen Porphyr-Gedenktafel auf der rechten Seite der Ringmauer) ihren endgültigen Platz. Neben Erich Krause  erhielten auf diese Weise auch viele andere Widerstandskämpfer  eine würdige Grabstätte und einen Gedenkort.